# Німецький шпіц середній
Німецький шпіц середній (англ. German Spitz medium) — порода собаки. Веселі, життєрадісні, активні собаки, вони стануть прекрасними компаньйонами для усієї родини. Представники цієї породи люблять проводити час з дітьми. Вони ласкаві і добродушні, легко вживаються з іншими домашніми тваринами. Завдяки невеликому розміру вони ідеально підійдуть родинам, що мешкають в невеликих квартирах. Їх шерсть практично не має характерного собачого запаху, що безумовно є великою перевагою при виборі цуценяти. Ще однією особливістю цих собак є їх гучний гавкіт, який безумовно, може заважати сусідам, проте, при належному вихованні шпіц використовуватиме його лише для того, щоб попередити хазяїв про наближення сторонніх.

## Опис
Середній німецький шпіц - компактний собака квадратного формату. Голова у нього пропорційна тулубу, клиноподібної форми. Перехід від лоба до морди плавний. Морда помірної довжини. Спинка носа невеликого розміру, округлої форми. Мочка носа може бути різних кольорів, залежно від забарвлення вовняного покрову. Вуха невеликі, трикутної форми, високо поставлені, близько розташовані один до одного, із загостреними кінчиками. Очі середнього розміру, овальної форми, темного кольору. Шия у цих собак середньої довжини, злегка зігнута, шерсть навколо неї утворює пишний комір. Спина коротка і пряма. Грудна клітка добре розвинена, помірної ширини і довжини. Хвіст середньої довжини, загнутий в кільце над спиною, покритий довгою шерстю. Кінцівки прямі, паралельні один одному. Лапи невеликого розміру, округлої форми, зімкнуті. Шерсть у шпіца довга, пухнаста з коротким, щільним і м'яким підкошлатому. На морді, вухах і лапах шерсть коротка і густа. Забарвлення може бути однотонним білого, чорного, коричневого кольорів або зонарно-сірим і чорно-білим.

## Характер
Собаки породи "Середній німецький шпіц" - одні з найвідданіших. Вони сильно прив'язуються не лише до свого хазяїна, але і до будинку в якому живуть. Ці собаки потребують регулярної турботи і уваги. Вони дуже ревниві, тому у разі недостачі уваги з боку хазяїна обов'язково проявлятимуть своє невдоволення. Якщо ж середній шпіц повною мірою відчуватиме любов хазяїна, він буде ласкавим, поступливим і доброзичливим. У міттельшпіців дуже твердий і незалежний характер, і незважаючи на свій невеликий розмір, вони почувають себе упевнено у будь-яких ситуаціях, вони завжди готові встати на захист своїх хазяїв або тварин, з якими живуть в одному будинку. Собак цієї породи в жодному разі не можна віддавати іншим людям, вони раз і назавжди прив'язуються до однієї родини, навіть не довгу розлуку зі своїми близькими вони сприймають украй хворобливо.

## Історія
Батьківщиною шпіца є Німеччина. Ці собаки були виведені в 19-ому столітті. Припускають, що їх предками були одні з найдревніших собак. В наші дні міттельшпіців придбавають як компаньйонів і вірних друзів, а у минулому їх використовували навіть як сторожових, завдяки своєму дзвінкому гавкоту ці собаки вчасно повідомляли про наближення сторонніх людей або диких тварин до будинків і пасовищ їх власників. У 1899 році в Німеччині були розроблені стандарти породи "шпіц" для собак різних розмірів і забарвлення.

## Догляд
Середній німецький шпіц буде добре себе почувати і в міських і в сільських умовах проживання. Якщо Ви плануєте тримати вихованця у дворі приватного будинку, потурбуйтеся про теплу вольєру для нього, ці собаки не повинні переохолоджуватися або знаходитися під пекучим сонцем. Шпіц, який мешкає в квартирі вимагає регулярних тривалих прогулянок, ці собаки неймовірно обожнюють грати і бігати на свіжому повітрі. Для того, щоб у Вашого вихованця завжди був доглянутий зовнішній вигляд, треба ретельно стежити за його шерстю. Кілька разів на тиждень шпіца треба вичісувати м'якою щіткою з довгими зубчиками. Мити цих собак треба украй рідко. Вони охайні, а їх шерсть самоочищається. Під час миття обов'язково використовуйте спеціальний шампунь з кондиціонером, в який можете додавати трохи оливкового або інших олій. Не забувайте регулярно промивати очі своєму вихованцеві відваром ромашки, щомісячно підстригайте йому кігті, час від часу чистите зуби.

## Здоров'я, хвороби
Середній німецький шпіци відрізняються дуже хорошим здоров'ям, вони стійкі до різного роду захворювань, генетика у них також дуже хороша. Для того, щоб Ваш вихованець був здоровим, активним і життєрадісним не забувайте його вчасно прищеплювати, і ходити з ним до ветеринара на планові огляди. Особливу увагу слід приділити харчуванню шпіца. Представники цієї породи схильні до ожиріння, тому ретельно треба контролювати кількість споживаної ними їжі. Час від часу в їжу можна додавати вітамінно-мінеральні добавки, призначені для собак з довгою шерстю.

## Дресирування, тренування
Середній німецький шпіци розумні і кмітливі собаки, що легко піддаються дресируванню і швидко запам'ятовують команди. Проте, у них непростий характер, тому Вам знадобиться терпіння. На шпіца в жодному разі не можна кричати і вже тим більше застосовувати фізичну силу, ці собаки вимагають до себе поваги. Проте, дозволяти багато що їм теж не треба, інакше вони не будуть Вас слухатися. Шпіца треба виховувати в суворості, з дитинства його треба відучувати гавкати з будь-якого приводу; також шпіци дуже швидко звикають до рук, не привчайте його і до цього. Цих собак треба виховувати з перших днів появи у будинку. Вони дуже кмітливі і вже в ранньому віці можуть досконально вивчити усі основні команди. Проте, для того, щоб шпіцові було цікаво, придумуйте для нього більше нових трюків, які він із задоволенням виконуватиме. Представники цієї породи - одні з найрозумніших собак, що можуть бути переможцями багатьох собачих змагань, а удома приносити Вам тапочки